# サッカーサーク島代表
サッカーサーク島代表（サッカーサークとうだいひょう）は、イギリスの王室属領・ガーンジーに属するサーク島のサッカーのナショナルチームである。サーク島代表は、FIFA及び、UEFAに加盟していないため、ワールドカップ、UEFA欧州選手権に参加できない。
なお代表は、過去4度の試合で、ゴール数0、被ゴール数70という記録的数字を打ち立てた。